# Règim pluvial
El règim pluvial és un tipus simple de règim fluvial d'un riu o d'una conca hidrogràfica de la qual les variacions del cabal són determinats principalment per precipitacions sota forma de pluja.
A l'Europa occidental es distingeixen entre d'altres dos tipus: el règim pluvial oceànic d'aigües d'hivern i el règim pluvial mediterrani d'aigües equinoccials. En zones urbanitzades, l'augment de la superfície impermeabilitzada accelera l'escorrentiu superficial, el que augmenta el risc d'aiguades destructores en reduir l'efecte amortidor de la terra que ja no pot absorbir l'excés.